# Burgos Burpellet BH
L'equip Burgos Burpellet BH (codi UCI: BBH) és un equip ciclista professional espanyol, amb categoria continental fins al 2017. A partir de 2018 és de categoria continental professional. L'equip, ubicat a Burgos, es va crear el 2006 amb el nom de Viña Magna-Cropu. Dos anys després va entrar com a patrocinador la Diputació de Burgos, i l'equip ha anat canviant de noms però sempre relacionats amb la capital castellana.

## Principals resultats
- Volta a Navarra: Jesús Tendero (2006)
- Gran Premi Cristal Energie: Carles Torrent (2006)
- Tour dels Pirineus: Sergio Pardilla (2007)
- Volta a l'Equador: Byron Guamá (2010)
- Volta a Castella i Lleó: David Belda (2014)
- Tour del País de Savoia: David Belda (2015)
- Tour de Gironda: Pablo Torres (2017)

### A les grans voltes
- Volta a Espanya
  - 4 participacions: (2018, 2019, 2020, 2021)
  - 1 victòria d'etapa:
    - 1 el 2019: Ángel Madrazo

## Composició de l'equip 2022
| Ciclista                 | Data de naixement | País          | Equip any anterior        |
| ------------------------ | ----------------- | ------------- | ------------------------- |
| Mario Aparicio           | 23/04/2000        | Espanya       | Burgos-BH                 |
| Jetse Bol                | 08/09/1989        | Països Baixos | Burgos-BH                 |
| Óscar Cabedo             | 12/11/1994        | Espanya       | Burgos-BH                 |
| André Domingues          | 14/12/2001        | Portugal      | Efapel                    |
| Jesús Ezquerra           | 30/11/1990        | Espanya       | Burgos-BH                 |
| Ángel Fuentes            | 05/11/1996        | Espanya       | Burgos-BH                 |
| Victor Langellotti       | 07/06/1995        | Mònaco        | Burgos-BH                 |
| Juan Antonio López-Cózar | 20/08/1994        | Espanya       | Burgos-BH                 |
| Ángel Madrazo            | 30/07/1988        | Espanya       | Burgos-BH                 |
| Alex Molenaar            | 13/07/1999        | Països Baixos | Burgos-BH                 |
| Adrià Moreno             | 19/08/1991        | Espanya       | Burgos-BH (stagiaire)     |
| Gabriel Muller           | 04/12/1985        | França        | Burgos-BH                 |
| Daniel Navarro           | 18/07/1983        | Espanya       | Burgos-BH                 |
| Ander Okamika            | 02/04/1993        | Espanya       | Burgos-BH                 |
| Felipe Orts              | 01/04/1995        | Espanya       | Burgos-BH                 |
| Óscar Pelegrí            | 30/05/1994        | Espanya       | Electro Hiper Europa      |
| Manuel Peñalver          | 10/12/1998        | Espanya       | Burgos-BH                 |
| Mihkel Räim              | 03/07/1993        | Estònia       | HRE Mazowsze Serce Polski |
| Diego Rubio              | 13/06/1991        | Espanya       | Burgos-BH                 |
| Pelayo Sánchez           | 27/03/2000        | Espanya       | Burgos-BH                 |

## Classificacions UCI

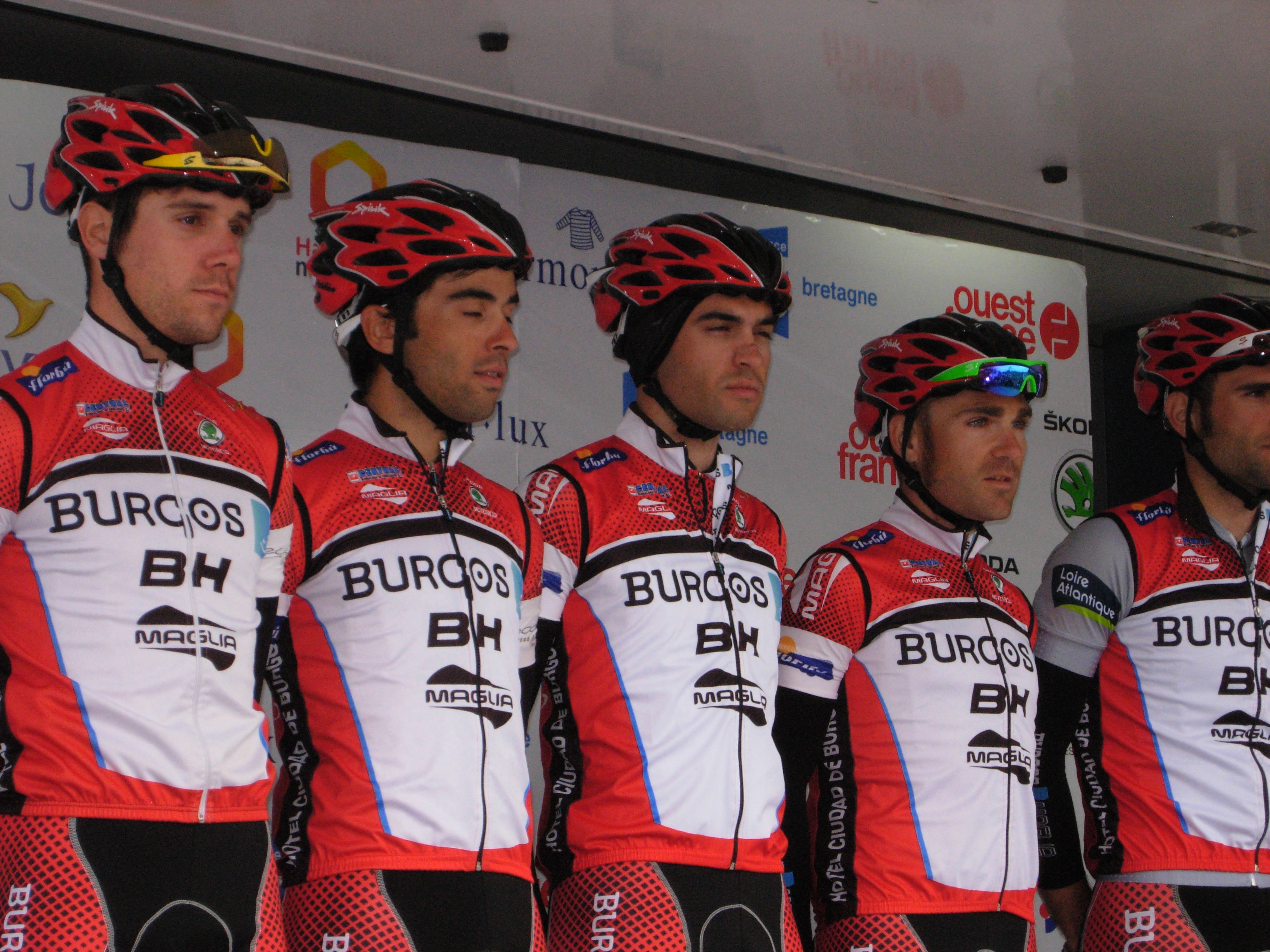
L'equip al 2013

Des del 2006, l'equip participa en els Circuits continentals de ciclisme, principalment en proves de l'UCI Europa Tour.
UCI Àfrica Tour
| Temporada | Classificació per equips | Millor ciclista en la classificació individual |
| --------- | ------------------------ | ---------------------------------------------- |
| 2011      | 18è                      | Jacques Janse van Rensburg (125è)              |

UCI Amèrica Tour
| Temporada | Classificació per equips | Millor ciclista en la classificació individual |
| --------- | ------------------------ | ---------------------------------------------- |
| 2006      | 17è                      | Andrey Amador (128è)                           |
| 2007      | 26è                      | Víctor Gómez (150è)                            |
| 2008      | 36è                      | Joaquín Sobrino (183è)                         |
| 2009      | 12è                      | Byron Guamá (13è)                              |
| 2010      | 7è                       | Gregory Brenes (26è)                           |
| 2014      | 36è                      | David Belda (273è)                             |
| 2017      | 37è                      | Óscar Quiroz (99è)                             |

UCI Àsia Tour
| Temporada | Classificació per equips | Millor ciclista en la classificació individual |
| --------- | ------------------------ | ---------------------------------------------- |
| 2013      | 31è                      | Lluís Mas (83è)                                |
| 2014      | 26è                      | Juan José Oroz (37è)                           |
| 2018      | 78è                      | Daniel López Parada (218è)                     |

UCI Europa Tour
| Temporada | Classificació per equips | Millor ciclista en la classificació individual |
| --------- | ------------------------ | ---------------------------------------------- |
| 2006      | 41è                      | Carles Torrent (65è)                           |
| 2007      | 46è                      | Jaume Rovira (249è)                            |
| 2008      | 44è                      | Sergio Pardilla (40è)                          |
| 2009      | 78è                      | Joaquín Sobrino (229è)                         |
| 2010      | 57è                      | Andrés Avelino (246è)                          |
| 2011      | 89è                      | David Belda (555è)                             |
| 2012      | 99è                      | Moisés Dueñas (402è)                           |
| 2013      | 101è                     | Moisés Dueñas (529è)                           |
| 2014      | 42è                      | David Belda (32è)                              |
| 2015      | 81è                      | David Belda (144è)                             |
| 2016      | 87è                      | Pablo Torres (509è)                            |
| 2017      | 62è                      | David Belda (449è)                             |
| 2018      | 67è                      | Diego Rubio Hernández (484è)                   |
| 2019      | 40è                      | Ángel Madrazo (381è)                           |
| 2020      | 32è                      | Diego Rubio Hernández (318è)                   |
| 2021      | 23è                      | Diego Rubio Hernández (424è)                   |

El 2016 la Classificació mundial UCI passa a tenir en compte totes les proves UCI. Durant tres temporades existeix paral·lelament amb la classificació UCI World Tour i els circuits continentals. A partir del 2019 substitueix definitivament la classificació UCI World Tour.
| Temporada | Classificació per equips | Millor ciclista en la classificació individual |
| --------- | ------------------------ | ---------------------------------------------- |
| 2016      | -                        | Pablo Torres (797è)                            |
| 2017      | -                        | David Belda (727è)                             |
| 2018      | -                        | Diego Rubio (691è)                             |
| 2019      | 83è                      | Ángel Madrazo (498è)                           |
| 2020      | 56è                      | Diego Rubio Hernández (388è)                   |
| 2021      | 44è                      | Diego Rubio Hernández (527è)                   |